# جرم وراء نبتون

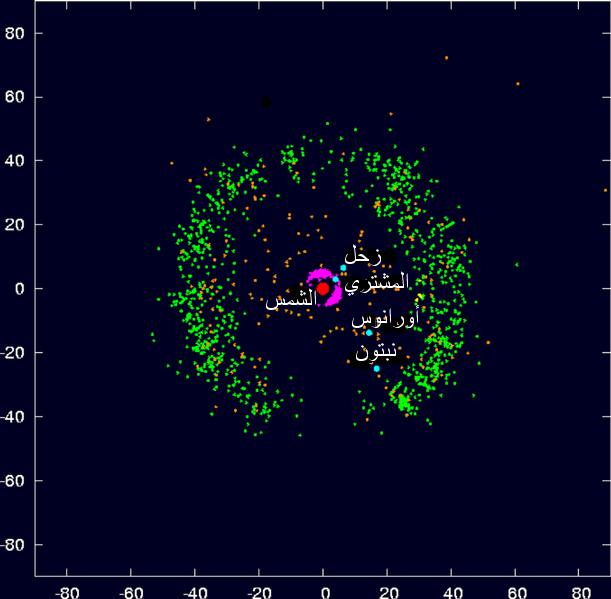
صورة توضح توزيع الأجرام في منطقة وراء نبتون. حيث يبدو حزام الكويكبات بلون زهري، وأجرام القرص المبعثر بلون برتقالي وأجرام حزام كويبر بلون أخضر، أما سحابة أورط فهي بعيدة وكبيرة جداً لكي توضع ضمن رسم بهذه المقاييس.

جرم وراء نبتون (بالإنجليزية: Trans-Neptunian object) هو مصطلح يُطلق على أي جرم في النظام الشمسي يقع مداره حول الشمس خلف مدار كوكب نبتون. وتنقسم هذه المنطقة من النظام الشمسي إلى ثلاثة أجزاء رئيسية: حزام كويبر والقرص المبعثر وسحابة أورط.
أول جرم وراء نبتون اكشتف هو بلوتو، والذي اكتشفه كلايد تومبو في عام 1930. وقد أخذ الأمر 60 عاماً لاكتشاف جرم آخر وراء نبتون، فقد اكتشف ثاني هذه الأجرام في عام 1992 وهو "(15760) 1992 QB1" (بالرغم من أن قمر بلوتو المسمى شارون اكتشف قبل هذا الجرم في عام 1978). لكن وبالرغم من هذه المدة الطويلة بين اكتشاف الأجرام الثلاثة الأولى، فمنذ اكتشاف الثالث عام 1992 وحتى اليوم ارتفع عدد المعروفة منها إلى ما يزيد على 1,000 جرم، تملك أحجاماً ومدارات وخصائص مختلفة. ويُعتقد أنه يوجد في حزام كويبر وحده أكثر من 70,000 من الأجرم التي يزيد قطرها عن 100 كم. وفي تشرين الثاني/نوفمبر 2009، كانت مدارات 198 من الأجرام وراء نبتون المعروفة محدّدة بشكل جيّد وصنّفت كنتيجة لذلك مع الكواكب الصغيرة.
أكبر جرم وراء نبتون معروف هو إيريس (الذي اكتشف عام 2005)، ويليه بلوتو ثم ماكيماكي ثم هاوميا.

## الخصائص الفيزيائية

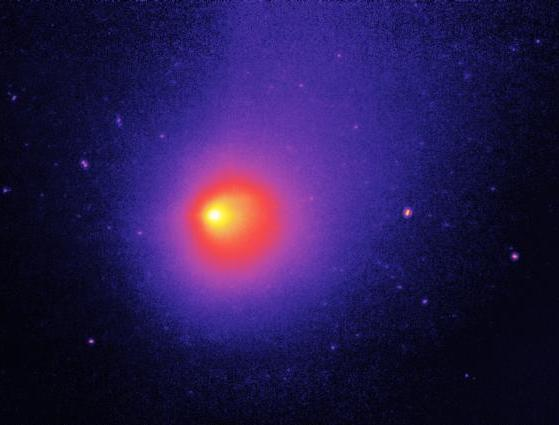
مذنب "29ب/سكواسمان-ووتشمان" الذي يُشار إليه أحياناً بأنه قنطور بسبب مداره.

بما أن القدر الظاهري لمعظم الأجرام وراء نبتون هو 20 فما فوق، فإن الدراسات الفيزيائيّة لها تقتصر على الآتي:
- الانبعاثات الحرارية لأضخم الأجرام.
- دراسة الألوان ومقارنة الأقدار الظاهرية باستخدام مرشّحات (فلاتر) مختلفة.
- تحليل الطيف المرئي وطيف الأشعة تحت الحمراء.

دراسة الأطياف والألوان تسمح لنا بالتعرّف على تكوّن وبداية الأجرام وراء نبتون إضافة إلى الارتباطات بينها وبين أنواع أخرى من الأجرام، وهذه الأجرام هي أساسًا كواكب القنطور الصغيرة وبعض أقمار الكواكب العملاقة (مثل ترايتون وفويب) التي يُمكن أن تكون قد تكوّنت بالأصل في حزام كويبر. لكن بالرغم من هذا، يُمكن أحياناً أن تلائم الأطياف أكثر من نموذج واحد لتركيب السطح (حيث أنه يتم تحليل التركيب الكيميائي للأجرام السماوية عن طريق المطيافية)، وما زالت التفسيرات المطروحة لهذا الأمر غير مقنعة أو واضحة. وفضلاً عن هذا، فالطبقة السطحيّة العليا لهذه الأجرام تتغيّر بعدة تأثيرات هي الأشعة القويّة الصادرة عن الشمس والرياح الشمسية والنيازك المجهرية. ونتيجة لهذا فإنها سوف تكون شديدة الاختلاف عن الطبقة التي تحتها مباشرة، ومن ثم فهي ليست مفيدة في تحديد التركيب العام لهذه الأجرام.
يُعتقد أن الأجرام وراء نبتون الصغيرة هي عبارة عن مزيج منخفض الكثافة من الصخور والجليد إضافة إلى بعض المواد العضوية (التي تحتوي الكربون) على السطح مثل الثولن (وقد كُشف عن هذه المواد العضوية بواسطة تحليل الطيف). ومن جهة أخرى، الكثافة العالية لهاوميا التي تعادل 2.6-3.3 غ/سم3 تشير إلى أنه يتكوّن بنسبة عالية جداً من مواد غير جليدية (مقارنة بكثافة بلوتو: 2.0 غ/سم3).
تركيب بعض الأجرام وراء نبتون الصغيرة يُمكن أن يكون مشابها لتركيب المذنبات. وفي الواقع فإن بعض القناطير (التي يُعتقد أنها كانت أجرام وراء نبتون في الأصل) تخضع لتغيّرات موسميّة عندما تقترب من الشمس وتُظهر ذؤابة مشابهة لتلك التي تظهرها المذنبات (ومن هذه القناطير 2060 كايرون). لكن بالرغم من هذا، المقارنة بين الخصائص الفيزيائية للقناطير والأجرام وراء نبتون ما تزال أمراً مثيراً للجدل.